# 莱朋斯基物理和动力工程研究院
莱朋斯基物理和动力工程研究院 (俄语：Государственный научный центр Российской Федерации Физико-энергетический институт, ГНЦ РФ-ФЭИ; IPPE)是苏联的核动力堆的研究设计单位，以苏联犹太裔理论物理学家亚历山大·伊里奇·莱朋斯基命名。具有丰富的铅铋回路和反应堆设计经验，以及雄厚的核物理学及测量技术。位于卡卢加州奥布宁斯克，隶属于俄罗斯国家原子能公司。

## 历史
1946年5月组建，解决核动力的科学与工程问题。建造了世界第一座核电站：奥布宁斯克核电站于1954年6月27日并网发电。 

## 项目
累计参与超过120个项目：
•  快堆BR-1, BR-2, BR-5, BR-10;
•  BOR-60位于原子反应堆研究院(RIAR) (季米特洛夫格勒);
•  BN-350 reactor位于阿克套 (哈萨克斯坦);
•  BN-600 与BN-800 Beloyarsk NPP;
•  SVBR-100 reactor （页面存档备份，存于）反应堆
•  外空的Beech反应堆 与 TOPAZ反应堆;
•  舰用液态铅铋合金反应堆: VT-1反應堆, BM-40A反应堆, OK-550反应堆
•  移动核电厂 - ТЭС-3

## 国际合作
与国外广泛合作 ：
- 参与欧洲反质子与离子研究装置(FAIR) FAIR-Russia （页面存档备份，存于）.
- 与法国在快堆上合作;
- 与美法德日合作重复利用BH-600反应堆的物质;
- 中国实验快堆联合研发
- 与南韩的联合开展未来反应堆KALIMER
-参与固定床反应堆项目